# Fireworks (gruppo musicale 2006)
I Fireworks sono un gruppo musicale pop punk statunitense formatosi a Detroit (Michigan) nel 2006. La band ha finora pubblicato due album in studio, cinque EP e uno split.

## Formazione
- David Mackinder - voce
- Brett Jones - chitarra
- Chris Mojan - chitarra, voce secondaria
- Kyle O'Neil - basso
- Tymm Rengers - batteria

## Discografia

### Album studio
- 2009 - All I Have to Offer is My Own Confusion
- 2011 - Gospel

### EP
- 2006 - We Are Everywhere
- 2006 - We Walk The Streets At Night (album di cover dei Misfits)
- 2008 - Adventure, Nostalgia and Robbery
- 2010 - Bonfires

### Split
- 2008 - Save Your Breath vs. Fireworks